# Kribioxenus pallidus
Kribioxenus pallidus är en tvåvingeart som beskrevs av Jean-Jacques Kieffer 1921. Kribioxenus pallidus ingår i släktet Kribioxenus och familjen fjädermyggor. Inga underarter finns listade i Catalogue of Life.